# Crocidura afeworkbekelei
Crocidura afeworkbekelei és una espècie d'eulipotifle de la família de les musaranyes. És endèmica d'Etiòpia. Té una llargada de cap a gropa de 78–85 mm, una cua de 43–48 mm, els peus de 16,3–17 mm i les orelles de 8,5–10 mm. L'espècie fou anomenada en honor del Dr. Afework Bekele, «en reconeixement del seu suport a la recerca sobre els mamífers d'Etiòpia».